# Авіньйонський полон пап

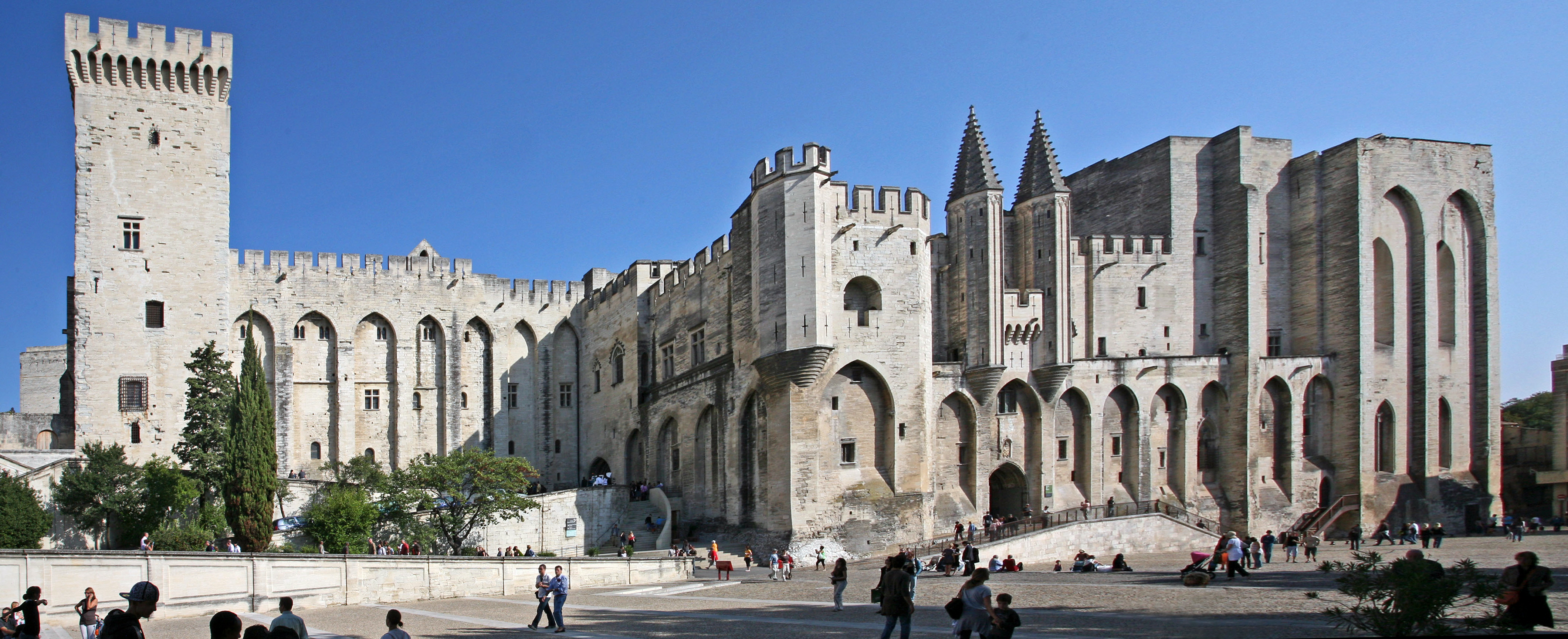
Папський палац (Авіньйон)

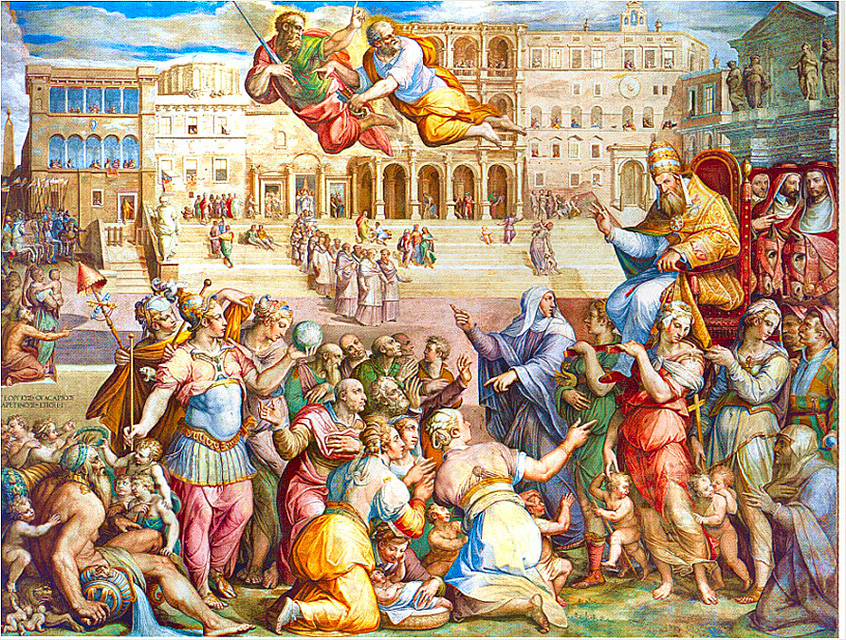
Повернення папи Григорія XI 17 січня 1377 року в Рим. Фреска Джорджо Вазарі.

Авіньйо́нський поло́н па́п (березень 1309 — січень 1377), також відомий як Авіньйонське Папство та Вавилонський полон папства — час в історії папства, коли резиденцію пап було перенесено з Рима в Авіньйон (Південно-Східна Франція): у цей час папи перебували в політичній залежності від французьких королів. Наслідком Авіньйонського полону стало ослаблення папства та загострення стосунків між європейськими країнами.

## Історія
Авіньйонський період в історії папства мало скидався на справжній полон, відповіднішим визначенням є тісне співробітництво пап з сильними французькими королями та їхня певна підлеглість французькій короні. Усі папи та більшість кардиналів цього періоду були французами. Багато хто з кардиналів свого часу служив при королівському дворі: папи виконували важливі дипломатичні місії для французьких королів, були виконавцями їхньої волі.
Папство за час авіньйонського полону втратило колишнє значення в політичному житті Європи, однак воно помітно посилилося як внутрішньо-церковний інститут. Єпископи та абати вже не обиралися місцевим духовенством, а призначалися папами. Значно збільшилися доходи папської скарбниці, було створено центральний фінансовий орган папської адміністрації. За допомогою великого бюрократичного апарату папи контролювали усі сфери церковного життя.
Передумовою Авіньйонського полону пап стала політична перемога Філіппа IV Красивого над папою Боніфацієм VIII, який претендував на підпорядкування світських правителів своїй владі. Король з допомогою італійських феодалів захопив у полон папу Боніфація VIII і зумів добитися обрання на папський престол свого ставленика Климента V.
У березні 1309 року папський двір після чотирирічного перебування в Пуатьє переїхав до Авіньйона, міста, яке на той час належало неаполітанському королю і було куплене папою лише в 1348 році.
Підпорядкування Климента V французькому королю виявилося серед іншого в розпуску ордену тамплієрів (В'єнський собор 1311—1312 років). В період Авіньйонського полону пап ще більш зріс податковий гніт папської курії, особливо за Іоанна XXII. Величезні кошти, отримані від продажу церковних посад, торгівлі індульгенціями, збору хрестоносної десятини, аннатів та іншого, а також доходи від ювілейних років йшли на утримання розкішного папського двору, збагачення родичів пап та підкуп кардиналів. Боротьба в 1317—1347 роках Людовіка Баварського, якого підтримав Марсілій Падуанський з папами Іоанном XXII, Бенедиктом XII та Климентом VI, зростання національної опозиції в Англії (виступи Вікліфа з 1366 року) та інших країнах сприяли втраті папством політичного значення.
Ослаблення Франції в ході Столітньої війни стало однією з передумов звільнення папства з Авіньйонського полону. Повна анархія в Папській області, захоплення значної її частини окремими феодалами та містами, економічний занепад Риму, народні бунти вимагали повернення пап до Риму. Після невдалої спроби використати в своїх цілях повстання Кола ді Рієнци в 1347 році, папи спершу тимчасово в 1367—1370, а потім остаточно в 1377 році повертаються до Риму. Втім, повернення не призвело до покращення справ папства — в 1378 році розпочався так званий «Великий розкол».

## Авіньйонські папи
- Климент V: 1305—1314 роки;
- Іоанн XXII: 1316—1334 роки;
- Бенедикт XII: 1334—1342 роки;
- Климент VI: 1342—1352 роки;
- Іннокентій VI: 1352—1362 роки;
- Урбан V: 1362—1370 роки;
- Григорій XI: 1370—1378 роки.